# Lucidio Sentimenti
Lucidio Sentimenti, Sentimenti IV (Bomporto, 1920. július 1. – Torino, 2014. november 28.) válogatott olasz labdarúgó, kapus, edző. A sportsajtóban elterjedt Sentimenti IV név onnan ered, hogy az öt testvér közül ő volt a negyedik. Testvérei Ennio (I), Arnaldo (II), Vittorio (III) és Primo (V), akik mindannyian profi labdarúgók voltak, de csak Lucidio Sentimenti lett egyedül válogatott közülük.

## Pályafutása

### Klubcsapatban
1940 és 1942 között a Modena FC csapatában kezdte a labdarúgást. 1942 és 1949 között a Juventus együttesében védett és két bajnoki ezüstérmet szerzett a csapattal. 1949 és 1954 között a Lazio, 1954 és 1957 között a Vicenza Calcio labdarúgója volt. 1957 és 1960 között az alsóbb osztályú Cenisia csapatában védett, de közben 1959-ben három bajnoki mérkőzés erejéig az AC Torino együttesében játszott. 1960-ban vonult vissza az aktív labdarúgástól.

### A válogatottban
1945 és 1953 között kilenc alkalommal szerepelt az olasz válogatottban. 1945. november 11-én mutatkozott be a válogatottban egy Svájc elleni barátságos mérkőzésen Zürichben, ahol 4–4-es döntetlen született. Részt vett az 1950-es brazíliai világbajnokságon és egy mérkőzésen szerepelt Svédország ellen, ahol 3–2-es vereséget szenvedett az olasz csapat. A magyar válogatott ellen két találkozón szerepelt. Először negyedik válogatott mérkőzésén, 1947. május 11-én Torino-ban, ahol 3–2-es hazai győzelem született. Másodszor utolsó válogatott mérkőzésen, 1953. május 17-én Rómában, ahol 3–0-s vereséget szenvedett az olasz válogatottal és ezzel Magyarország megnyerte az Európa-kupa sorozatot.

### Edzőként
1960–61-ben a Cenisia ifjúsági csapatát edzette. Az 1960-as években a Juventusnál volt ifjúsági edző. 1970–71-ben az első csapat mellett dolgozott, mint segédedző.

## Sikerei, díjai
Juventus
- Olasz bajnokság (Serie A)
  - 2.: 1945–46, 1946–47

## Családja
A Sentimenti család számos tagja ért el sikereket az olasz labdarúgásban. Lucidio testvérei Ennio, Arnaldo, Vittorio és Primo, unokatestvére Lino és unokaöccsei Roberto és Andrea Sentimenti is sikeres labdarúgók voltak.